# Veselivka, Pohrebîșce
Veselivka (în ucraineană Веселівка) este un sat în comuna Ceremoșne din raionul Pohrebîșce, regiunea Vinnița, Ucraina.

## Demografie
Componența lingvistică a localității Veselivka
     Ucraineană (98,4%)
     Rusă (1,6%)
Conform recensământului din 2001, majoritatea populației localității Veselivka era vorbitoare de ucraineană (98,4%), existând în minoritate și vorbitori de rusă (1,6%).